# Este es tu rock (álbum de Coda)
Este es tu rock —también conocido como: Este es tu rock: Coda— es un álbum recopilatorio de la banda mexicana de rock en español Coda y fue lanzado al mercado por Sony Music México en 2006.

## Descripción
La lista de canciones de este compilado se compone de los tres primeros álbumes de estudio de la banda: Enciéndelo, Veinte para las doce y Nivel 3, publicados en 1993, 1995 y 1997 respectivamente.  Este material discográfico forma parte de la colección Este es tu rock, que abarca otros grupos como Soda Stereo, Los Fabulosos Cadillacs, Fobia y La Cuca.

## Lista de canciones
| N.º | Título                                                                        | Duración |  |
| 1.  | «Eternamente» (de Enciéndelo, 1993)                                           | 4:55     |  |
| 2.  | «Atrévete» (de Enciéndelo, 1993)                                              | 3:40     |  |
| 3.  | «Sin ti no sé continuar» (de Enciéndelo, 1993)                                | 3:54     |  |
| 4.  | «Atado a tu piel» (de Enciéndelo, 1993)                                       | 3:24     |  |
| 5.  | «Tócame» (de Enciéndelo, 1993)                                                | 3:55     |  |
| 6.  | «Boby» (de Enciéndelo, 1993)                                                  | 4:06     |  |
| 7.  | «Veinte para las doce (Al calor de la noche)» (de Veinte para las doce, 1995) | 5:01     |  |
| 8.  | «Si te tuviera aquí» (de Veinte para las doce, 1995)                          | 4:54     |  |
| 9.  | «Dame un poco de tiempo» (de Veinte para las doce, 1995)                      | 4:22     |  |
| 10. | «Aún» (de Veinte para las doce, 1995)                                         | 4:53     |  |
| 11. | «No puedo estar sin ti» (de Veinte para las doce, 1995)                       | 3:43     |  |
| 12. | «Solo» (de Veinte para las doce, 1995)                                        | 4:38     |  |
| 13. | «Luz roja» (de Nivel 3, 1997)                                                 | 3:42     |  |
| 14. | «¿Qué color se necesita?» (de Nivel 3, 1997)                                  | 5:27     |  |
| 15. | «No digas no» (de Nivel 3, 1997)                                              | 3:20     |  |
| 16. | «Perdóname» (de Nivel 3, 1997)                                                | 4:23     |  |

## Créditos

### Coda
- Salvador «Chava» Aguilar — voz
- Antonio «Toño» Ruiz — guitarras acústica y eléctrica
- Jesús «Chucho» Esquivel — batería
- Allan Pérez — bajo
- David Melchor — teclados

### Productores
- Coda
- Luiz Carlos Meluly
- Robin Black
- Alejandro Zepeda